# 北川歩実
北川 歩実（きたがわ あゆみ）は、日本の小説家・推理作家。覆面作家であり、プロフィールは性別を含めて全く明かされていない。

## 略歴・作風
1995年、第6回日本推理サスペンス大賞に応募した作品を改稿した『僕を殺した女』でデビュー。
2009年、紀伊国屋書店新宿本店の書店員が仕掛けた『金のゆりかご』が16万部を超えるヒットになる。
最先端の科学・医学知識と二重三重のどんでん返しを織り込んだサスペンスフルなストーリー展開が特徴。

## 作品リスト

### 単行本
- 僕を殺した女（1995年6月 新潮社 / 1998年7月 新潮文庫 / 2010年9月 新潮文庫【改訂版】）
- 硝子のドレス（1996年3月 新潮社 / 2010年1月 集英社文庫）
- 模造人格（1996年10月 幻冬舎 / 1999年11月 幻冬舎文庫）
- 猿の証言（1997年8月 新潮社 / 2000年5月 新潮文庫 / 2010年10月 文春文庫）
- 金のゆりかご（1998年7月 集英社 / 2001年11月 集英社文庫）
- 透明な一日（1999年7月 角川書店 / 2005年7月 創元推理文庫）
- 影の肖像（2000年4月 祥伝社 / 2011年3月 祥伝社文庫）
- もう一人の私（2000年9月 集英社 / 2004年9月 集英社文庫）
  - 収録作品：分身 / 渡された殺意 / 婚約者 / 月の輝く夜 / 冷たい夜明け / 閃光 / ささやかな嘘 / 鎖 / 替玉
- 嗅覚異常（2000年11月 祥伝社文庫）
- 真実の絆（2001年10月 幻冬舎 / 2005年3月 幻冬舎文庫）
  - 収録作品：親子鑑定 / 二人が出会った夜 / 誕生日のない母 / 彼女が消えた朝 / 血染めのハンカチ / 再会 / 突然の別離 / うつろな縁
- お喋り鳥の呪縛（2002年2月 徳間書店）
- 虚ろな感覚（2003年2月 実業之日本社 / 2009年11月 創元推理文庫）
  - 収録作品：風の誘い / 幻の男 / 蜜の味 / 侵入者 / 僕はモモイロインコ / 告白シミュレーション / 完璧な塑像
- 恋愛函数（2005年2月 光文社 / 2008年3月 光文社文庫）
- 運命の鎖（2006年7月 東京創元社〈創元クライム・クラブ〉）
  - 収録作品：愛の結晶 / あなたの明日 / 子供の顔 / 大切な人 / 運命の鎖
- 長く冷たい眠り（2007年6月 徳間書店 / 2009年12月 徳間文庫）
  - 収録作品：氷の籠 / 利口な猿 / 闇の中へ / 追う女 / 素顔に戻る朝 / 凍りついた記憶 / 長く冷たい眠り
- 天使の歌声（2007年7月 創元推理文庫）
  - 収録作品：警告 / 白髪の罠 / 絆の向こう側 / 父親の気持ち / 隠れた構図 / 天使の歌声
- 熱い視線（2010年5月 徳間文庫）
  - 収録作品：恋人気取り / 瞳の輝きを求めて / 赤い服の女 / ポケットの中の遺書 / 長い冬 / 心の眼鏡 / 見知らぬ女 / 熱い視線

### アンソロジー
「」内が北川歩実の作品
- 舌づけ ホラー・アンソロジー（1998年7月 祥伝社ノン・ポシェット）「長い冬」
- ザ・ベストミステリーズ 2000 推理小説年鑑（2000年6月 講談社）「替玉」
  - 【分冊・改題】嘘つきは殺人のはじまり ミステリー傑作選43（2003年9月 講談社文庫）
- ザ・ベストミステリーズ 2001 推理小説年鑑（2001年6月 講談社）「風の誘い」
  - 【分冊・改題】殺人作法 ミステリー傑作選45（2004年9月 講談社文庫）
- ザ・ベストミステリーズ 2002 推理小説年鑑（2002年7月 講談社）「僕はモモイロインコ」
  - 【分冊・改題】トリック・ミュージアム ミステリー傑作選（2005年8月 講談社文庫）
- 紅と蒼の恐怖 ホラー・アンソロジー（2002年9月 祥伝社ノン・ノベル）「心の眼鏡」
- 事件を追いかけろ（2004年12月 光文社 / 2009年4月 光文社文庫）「天使の歌声」
- 恋は罪つくり 恋愛ミステリー傑作選（2005年7月 光文社文庫）「月の輝く夜」
- Mystery Seller（2012年1月 新潮文庫）「確かなつながり」

### 雑誌掲載作品
- 乱れた波形（実業之日本社『月刊ジェイ・ノベル』2010年6月号）
- 確かなつながり（新潮社『小説新潮』2011年3月号）
- 疑惑の研究（実業之日本社『月刊ジェイ・ノベル』2013年11月号）[5]